# قره‌آغاچ، ختای
قره‌آغاچ (به ترکی استانبولی: Karaağaç) شهری است در کشور ترکیه که در استان ختای واقع شده‌است. جمعیت این شهر بر اساس سرشماری سال ۲۰۰۸ میلادی ۱۸٬۷۳۵ نفر و بر اساس برآوردهای سال ۲۰۰۹ میلادی ۱۸٬۰۹۱ نفر می‌باشد.